# Vicente Guirri
Fray Vicente Guirri (Valencia, fallecido en 1640) fue un religioso agustino y pintor barroco español. 
Natural de Valencia, hijo de Domingo Guirri y Ángela Redolat, el 29 de abril de 1608, tras haberse formado en la pintura según Ceán Bermúdez, profesó en el convento de San Agustín de Valencia. La fuente es el padre Jaime Jordán que en la primera parte de su Historia de la Provincia de la Corona de Aragón de la sagrada orden de los ermitaños de nuestro gran padre S. Agustín, editada en Valencia en 1704, contaba que tras haber tomado el hábito se descarrió

de manera, que faltando castigos para él, vino a ser tenido por loco, incorregible, y sobradamente temerario, pero tras enfermar de unas calenturas: hizo una mudança de vida tan grande, y emprendió el camino de la virtud con tal fervor que no acababan de maravillarse los que le conocían.

Dedicado a partir de entonces a hacer penitencia, a orar y a pintar, todos los cuadros del claustro alto con santos agustinos decía Jordán eran de su mano. De «más que mediana habilidad» según Marcos Antonio de Orellana, era suyo también el cuadro del altar de la capilla de San Nicolás Tolentino, representando la aparición de la Virgen al santo enfermo en cama, pintura que tras la desamortización de 1836 pasó a la Real Academia de San Carlos donde se inventarió en 1847, para desparecer luego sin dejar rastro.